# Springkräuter
Die Springkräuter (Impatiens) sind eine der zwei Gattungen innerhalb der Familie der Balsaminengewächse (Balsaminaceae). Es gibt etwa 1000 Arten in dieser Familie. Hydrocera, die zweite Gattung der Familie, beinhaltet dagegen nur eine Art.

## Beschreibung
Impatiens-Arten sind meist einjährige oder ausdauernde krautige Pflanzen von 5 cm bis 2,5 Metern Größe. Der Stängel ist meist fleischig bis sukkulent. Einige Arten bilden holzige Stämme. Die Laubblätter sind einfach und meistens gezähnt, gesägt oder gebuchtet. Oft sind extraflorale Nektarien am Blattstiel und am Blattgrund vorhanden, Nebenblätter fehlen hingegen meist oder sind zu Drüsen reduziert.
Die zwittrigen und fünfzähligen Blüten sind zygomorph und oft resupinat. Der Kelch besteht aus fünf oder drei freien Kelchblättern, von denen zwei bei den meisten Arten stark reduziert sind oder ganz fehlen. Bei den meisten Arten ist ein Kelchblatt zu einem blütenblattartigen Sporn umgewandelt, in dem der Nektar produziert wird. Nur eine Gruppe von madagassischen Arten hat den Sporn komplett reduziert. Die Krone besteht ebenfalls aus fünf Kronblättern, von denen jeweils die beiden seitlichen miteinander verwachsen sind. Es ist nur ein Kreis mit fünf Staubblättern vorhanden. Die Staubblätter sind miteinander verwachsen und bilden eine „Kappe“, die über dem oberständigen Fruchtknoten sitzt. Der Griffel ist kurz oder fehlt und endet in einer bis fünf Narben. Zu Beginn ist die Blüte in der männlichen Phase, also protandrisch, nach einem bis mehreren Tagen fallen die verwachsenen Staubblätter ab und die weibliche Phase beginnt. So wird bei den meisten Arten Selbstbestäubung verhindert.
Die Kapselfrüchte sind durch Zellsaftdruck gespannt und können bei Berührung an vorgebildeten Nähten explosionsartig aufreißen. Dabei werden die Samen in die Umgebung ausgeschleudert (Saftdruckstreuer). Daher kommt auch der botanische Name: Impatiens (lat.) bedeutet „ungeduldig, unduldsam“. Dieselbe Ursache hat auch der Name „Rühr-mich-nicht-an“ des Großen Springkrauts (Impatiens noli-tangere).

## Blütenbiologie
Die Gattung Impatiens zeichnet sich durch ihre große Vielfalt an Blütenformen aus. Traditionell werden zwei Blütentypen unterschieden, einer mit ausgesacktem (sacculaten) Sporn mit mehr oder weniger prominenter Unter- und Oberlippe,  und einer mit fadenförmigem (filiformen) Sporn, bei dem die Kronblätter eine flache Ebene bilden und der Sporn gleichmäßig eng und recht lang ist. Allerdings existieren neben diesen beiden Typen eine Vielzahl von Zwischenformen. Hinzu kommt, dass auf Madagaskar mehr als 120 Arten ganz ohne Sporn vorkommen, die zu keinem der beiden Typen gehören. Eine Reihe von Arten besitzt zudem zwei Sporne. Daher erscheint es sinnvoller, die Arten aufgrund ihrer Bestäubergruppen einzuteilen: wie Bienen und Hummeln, Tagfalter, Nachtfalter, Fliegen und Nektarvögel. Bei einigen Arten aus Madagaskar ist außerdem obligate Kleistogamie verbreitet. Die meisten Arten sind jedoch auf die Aktivität von Bestäubern zur ausreichenden Samenproduktion angewiesen. Allerdings sind viele Arten selbstkompatibel. Viele Arten der gemäßigten Breiten, wie auch einige tropische Arten, die unter normalen Umständen auf die Aktivität von Bestäubern zur ausreichenden Samenproduktion angewiesen sind, haben die Fähigkeit bei Licht- oder Nährstoffmangel kleistogame Blüten zu bilden.

## Verbreitung
Springkräuter sind in Afrika, Eurasien und Nordamerika heimisch. Zwei Arten (Impatiens turrialbana, I.mexicana) kommen in isolierten Gebieten in Zentralamerika vor. Die größte Artenvielfalt ist in den tropischen und subtropischen Bergländern Zentralafrikas, Madagaskars, dem Himalaya, den Western Ghats (SW Indien) und Südostasiens zu finden. In Europa ist nur eine einzige Art, das Große Springkraut (Impatiens noli-tangere) ursprünglich heimisch. Mehrere weitere Arten sind als Neophyten fest eingebürgert.

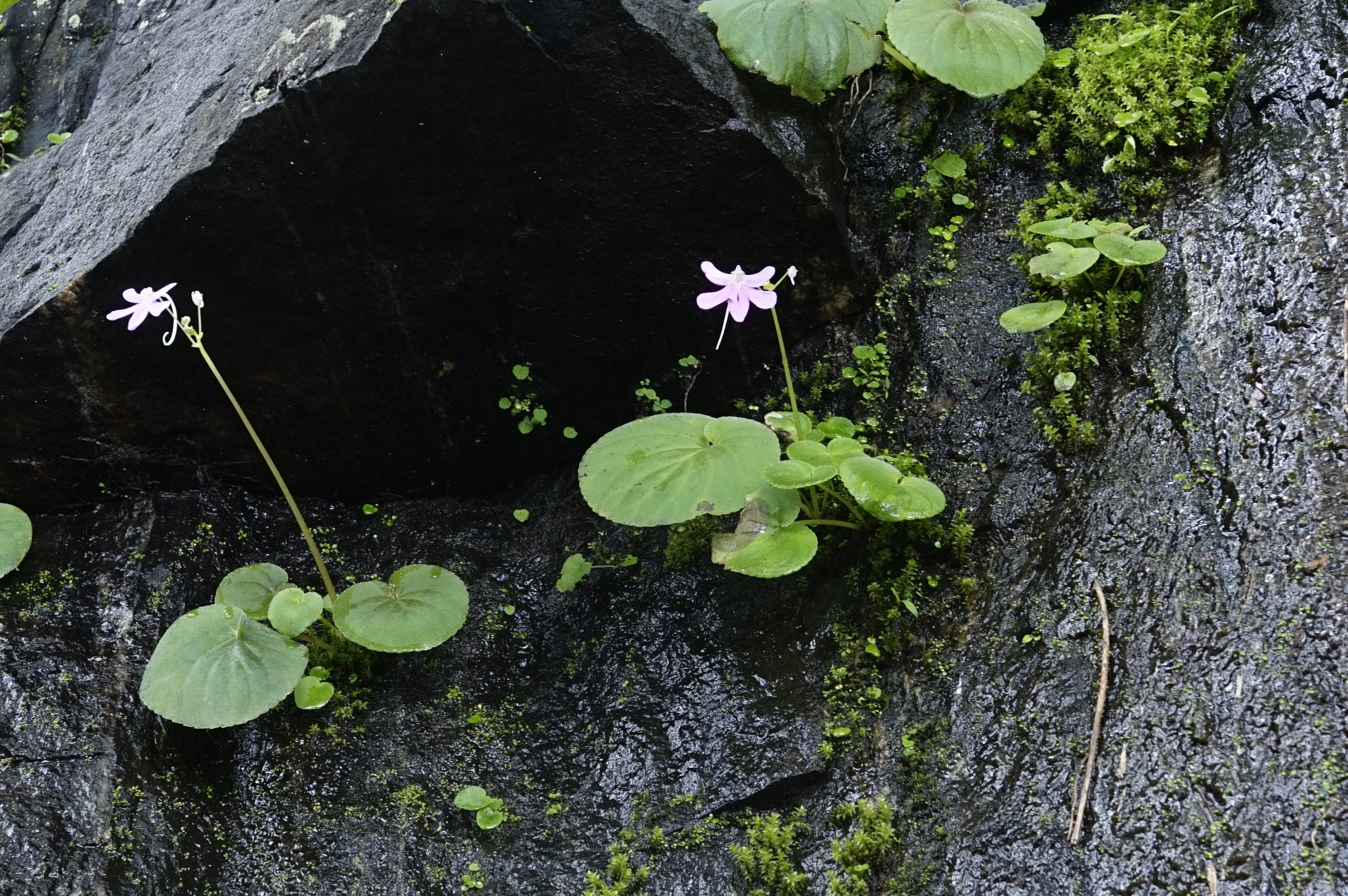
Impatiens acaulis

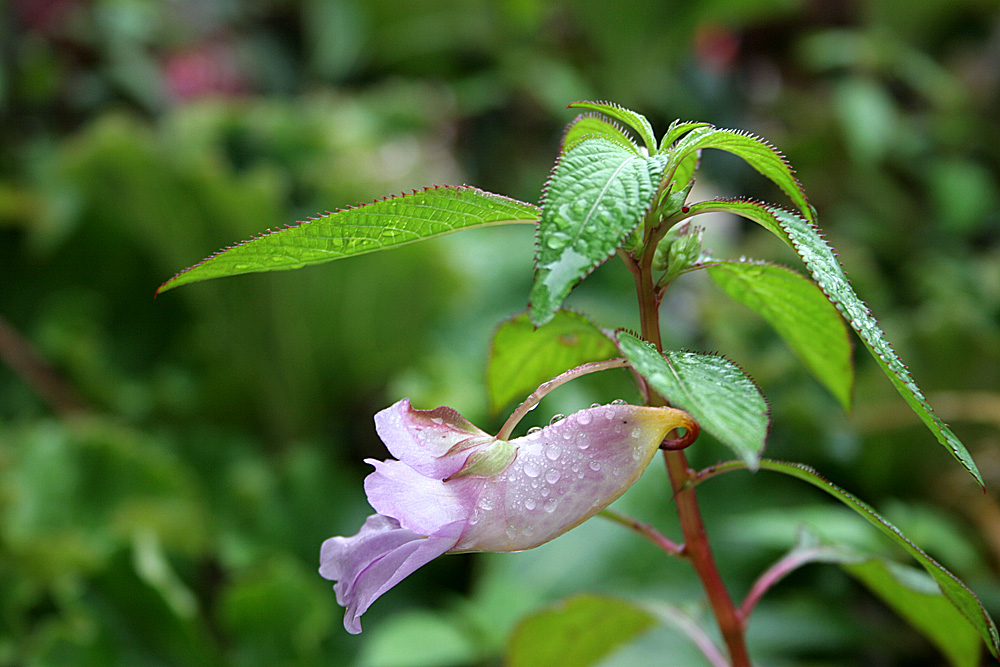
Impatiens arguta

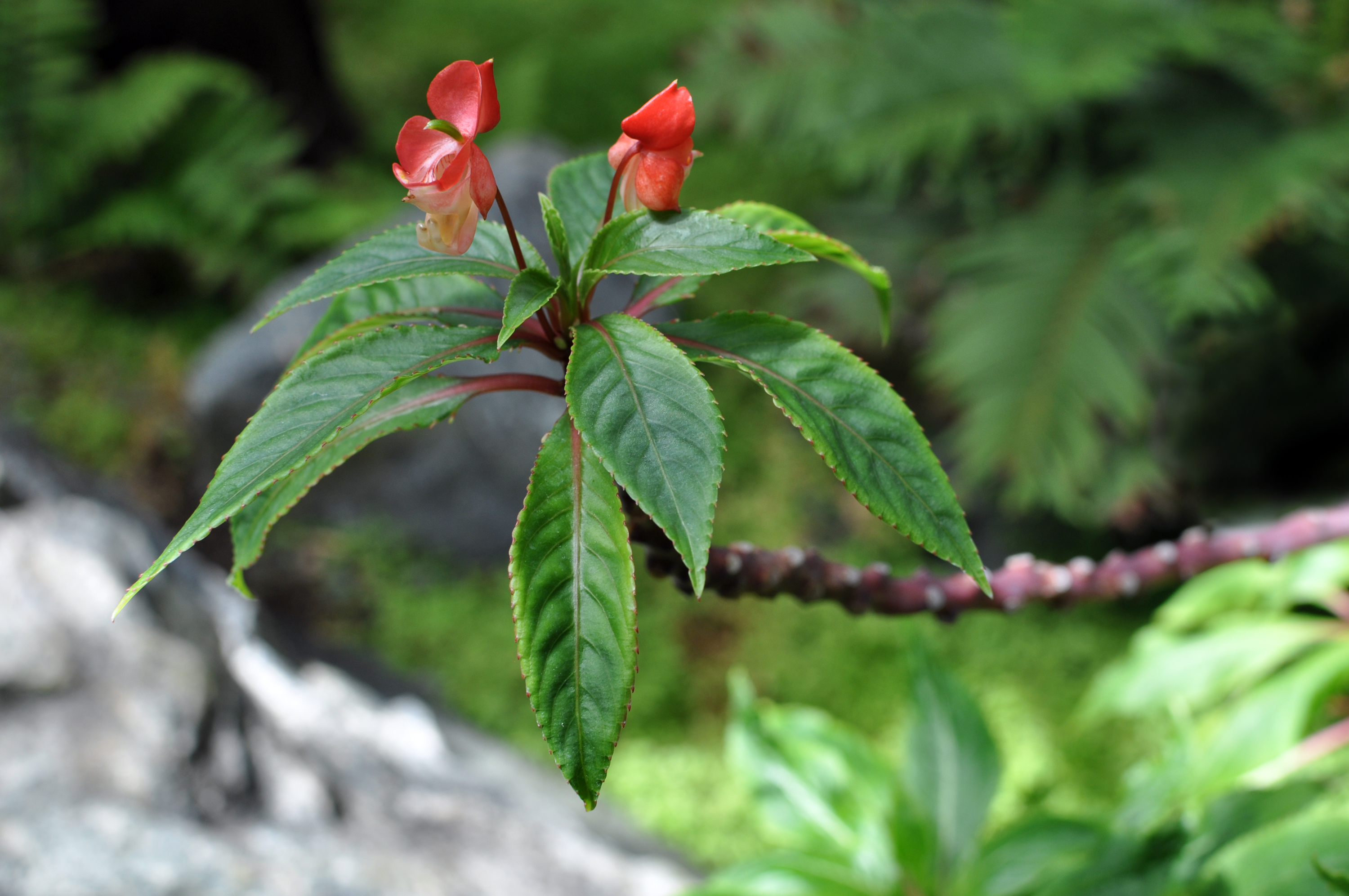
Impatiens bicaudata

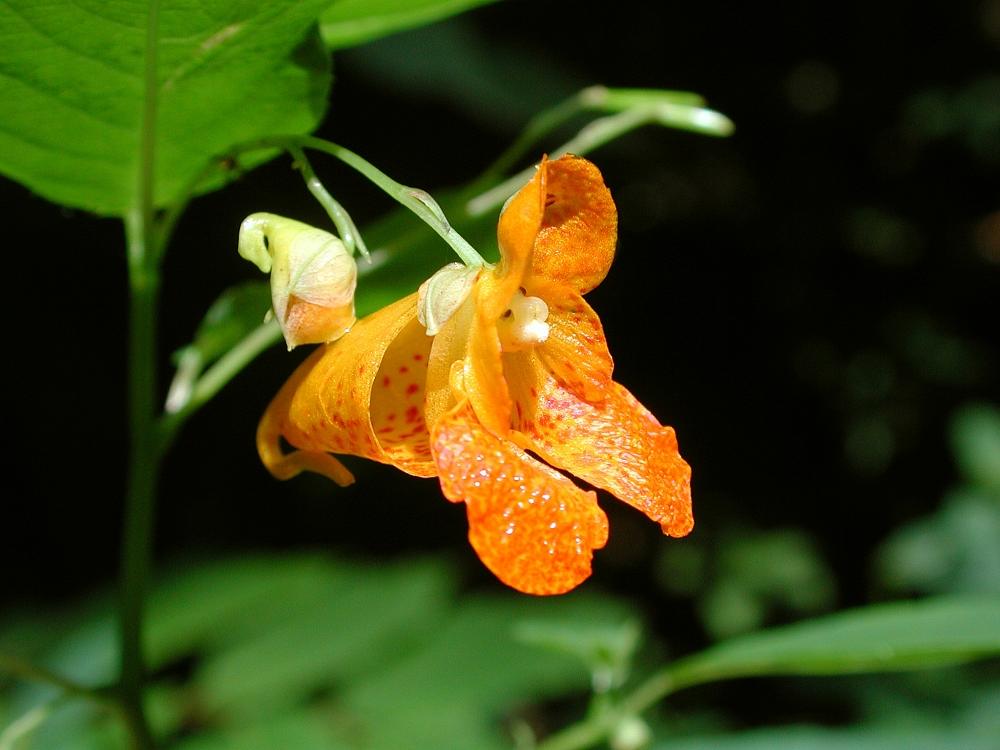
Orangerotes Springkraut (Impatiens capensis)

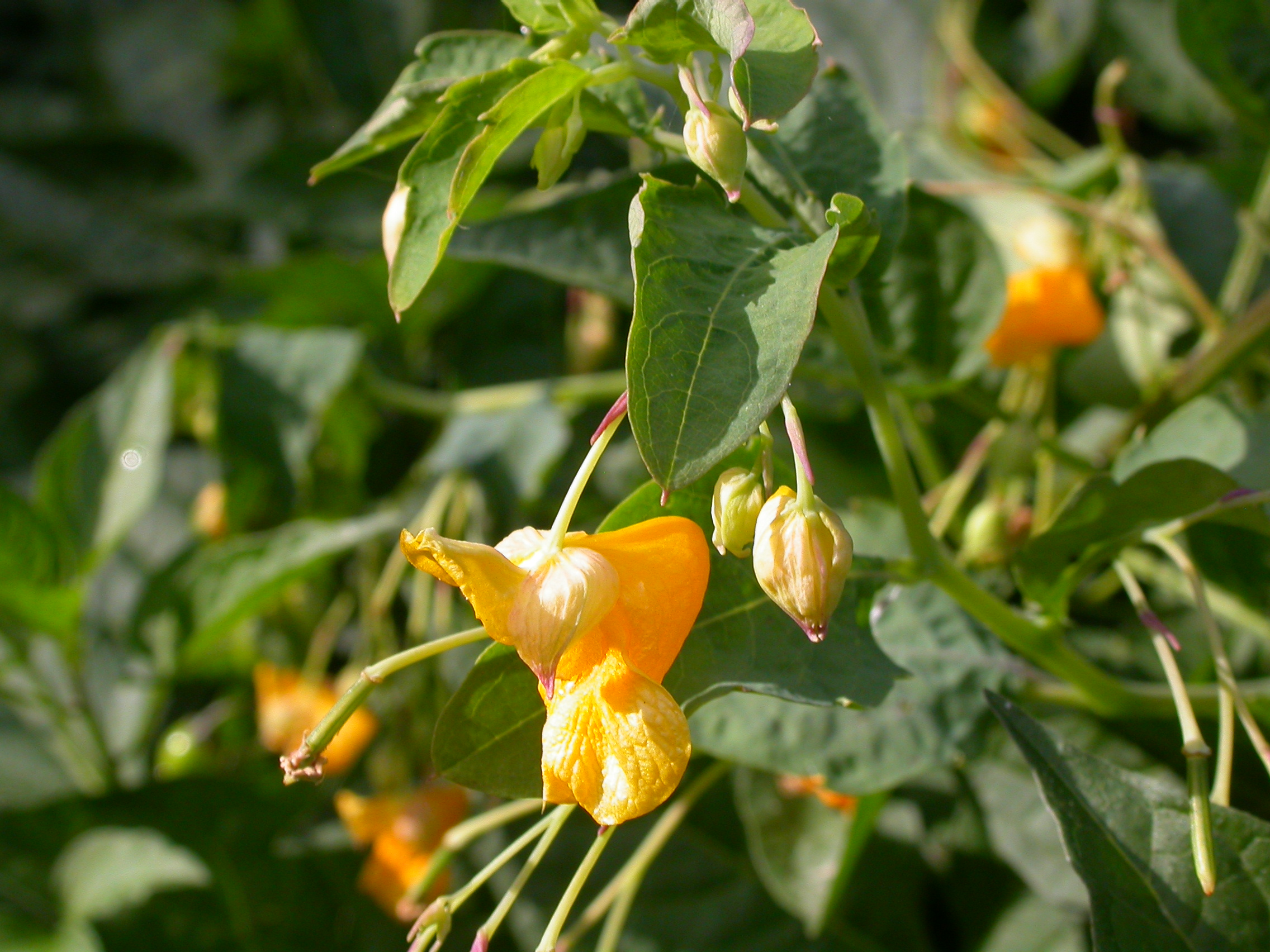
Impatiens ecornuta

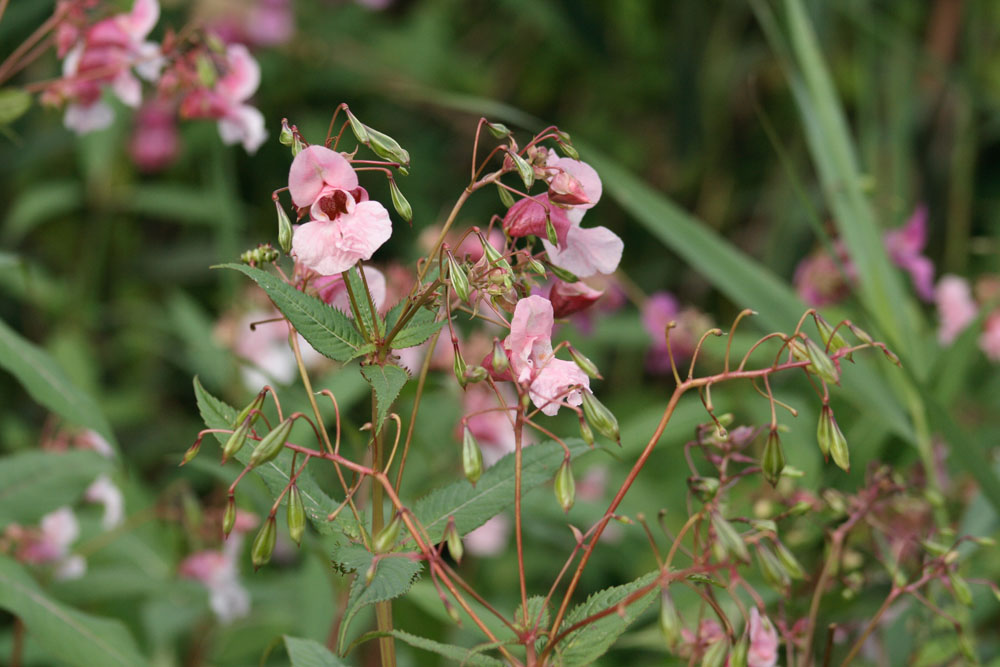
Drüsiges Springkraut (Impatiens glandulifera)

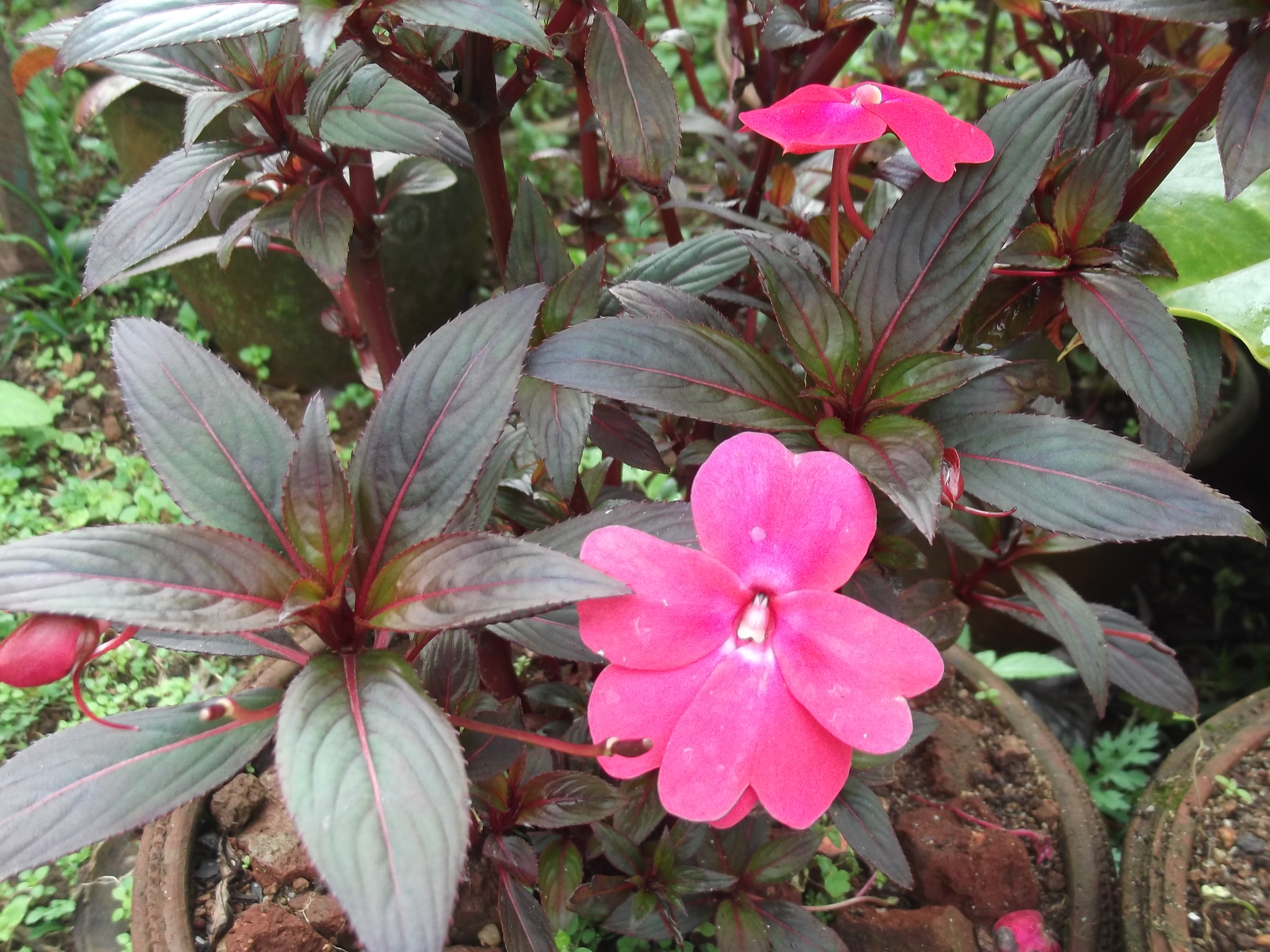
Impatiens hawkeri

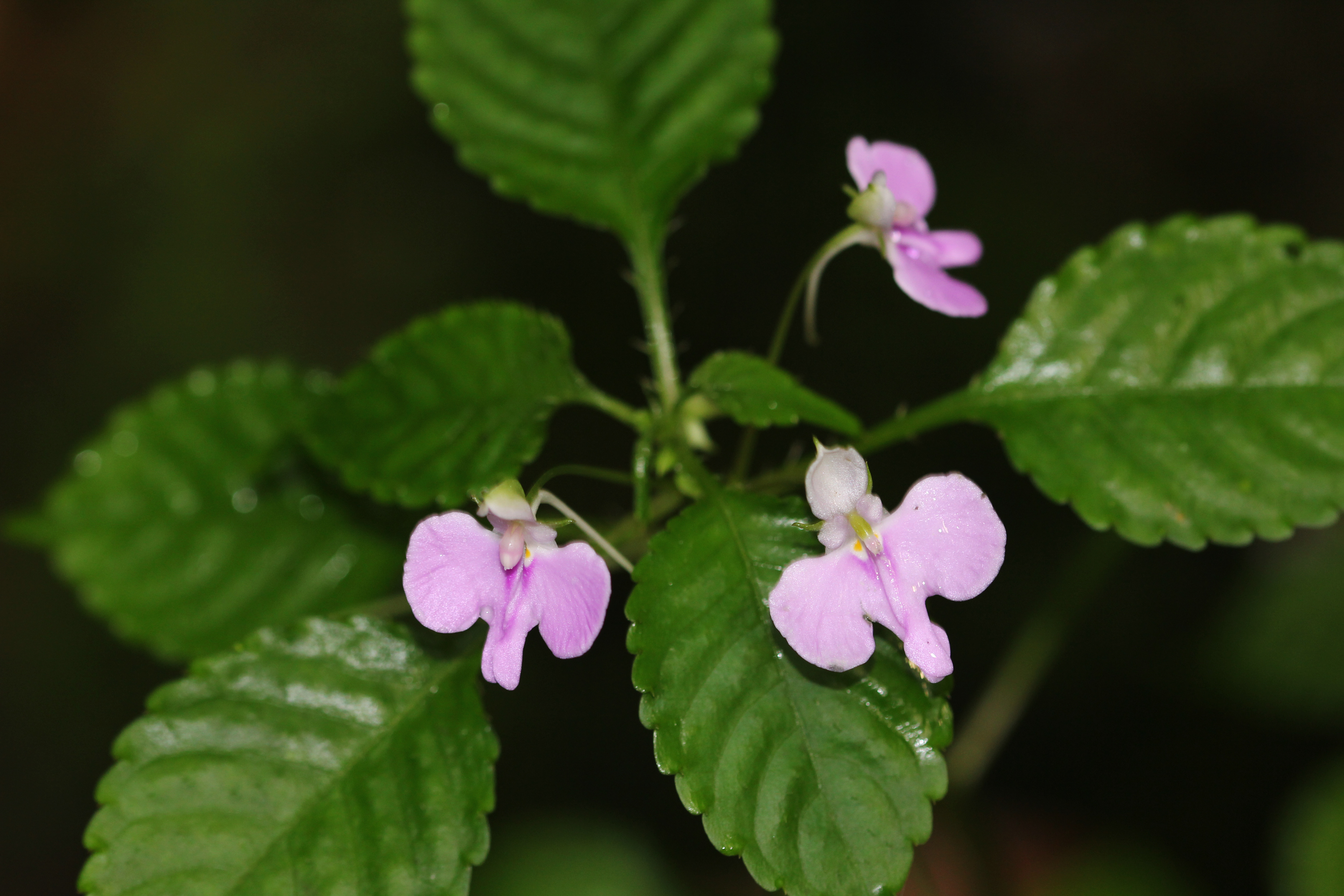
Impatiens hochstetteri

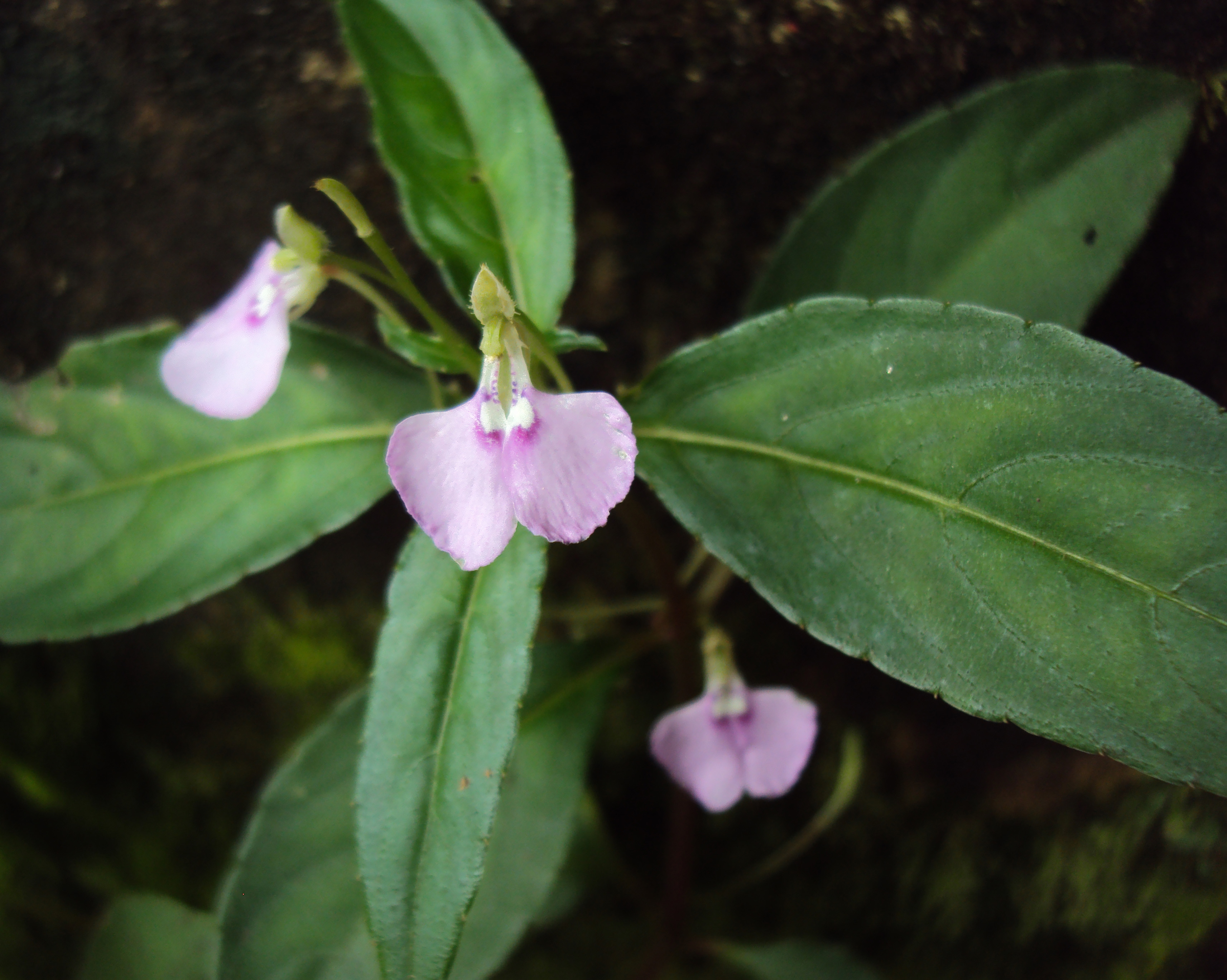
Impatiens minor

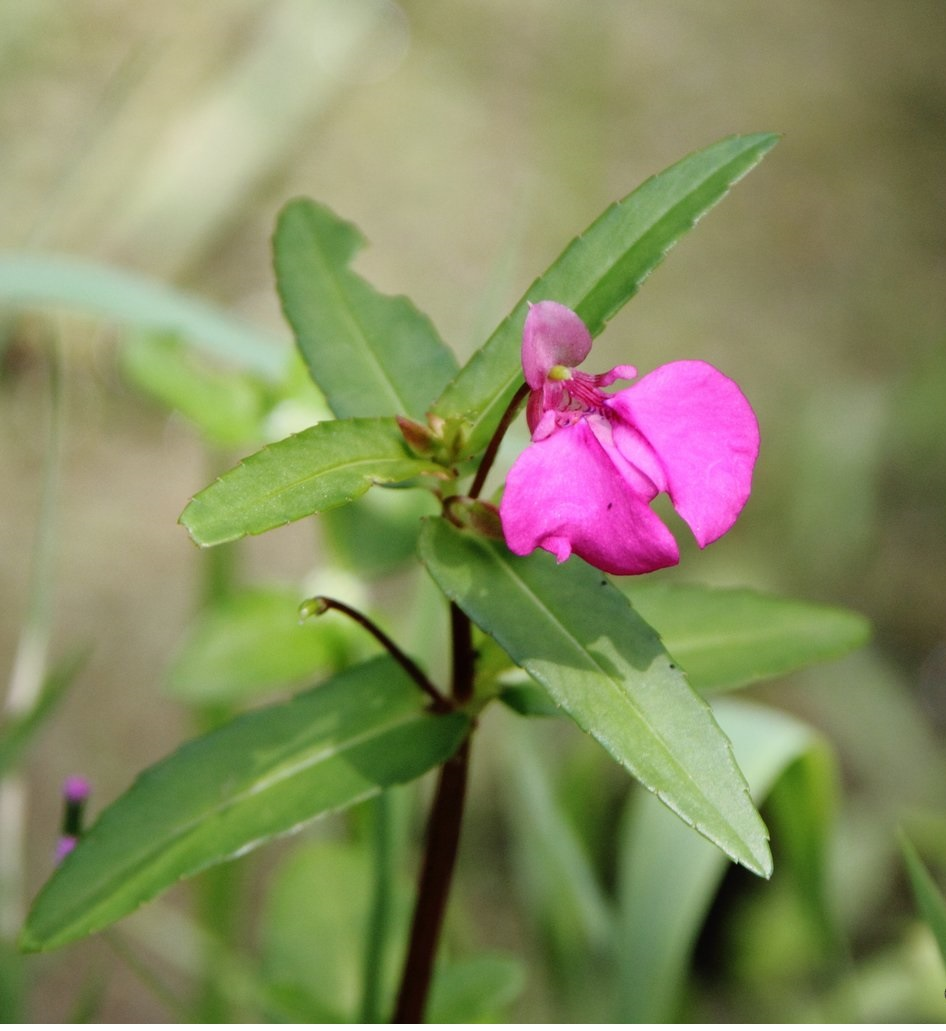
Impatiens oppositifolia

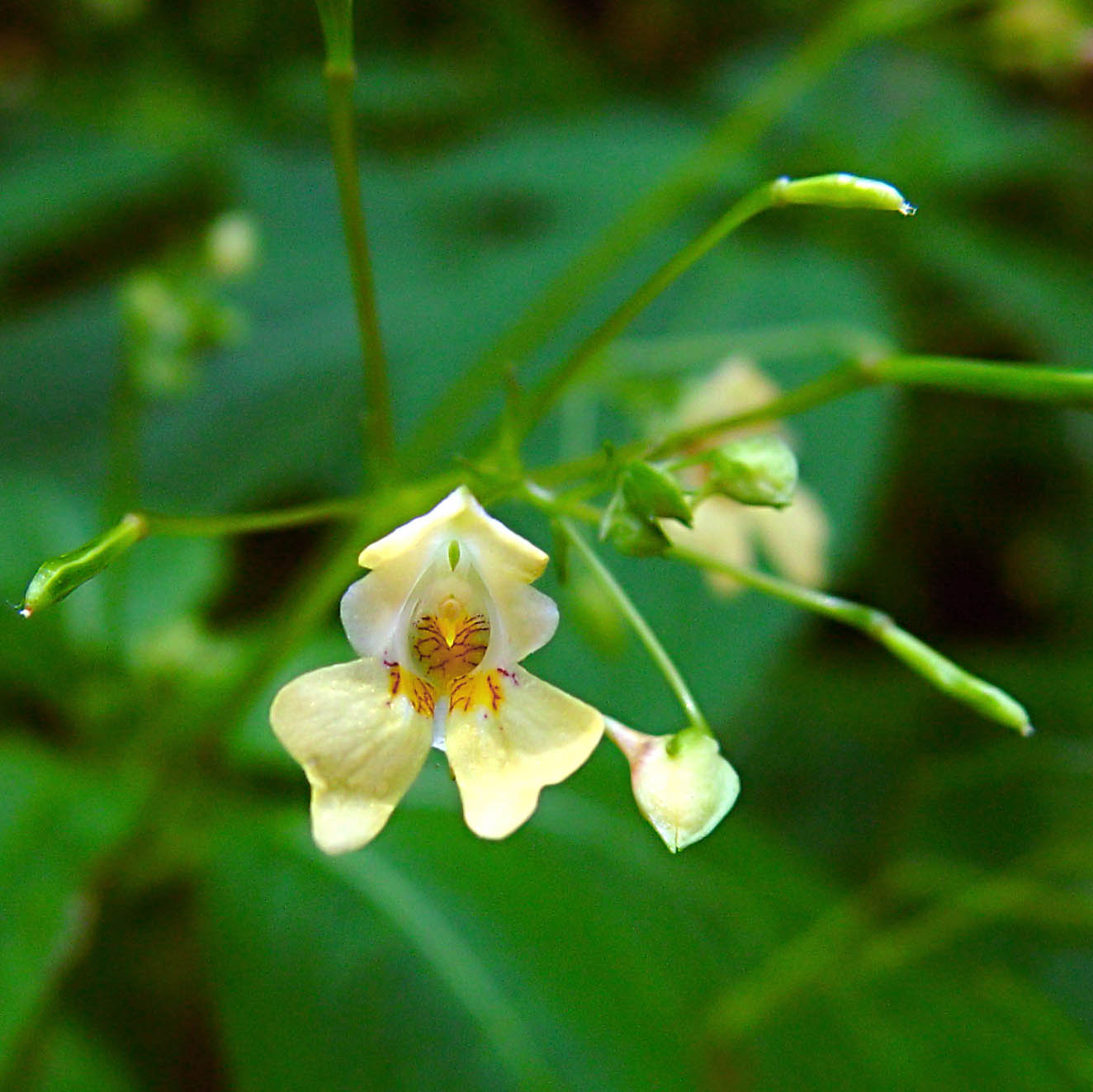
Kleines Springkraut (Impatiens parviflora)

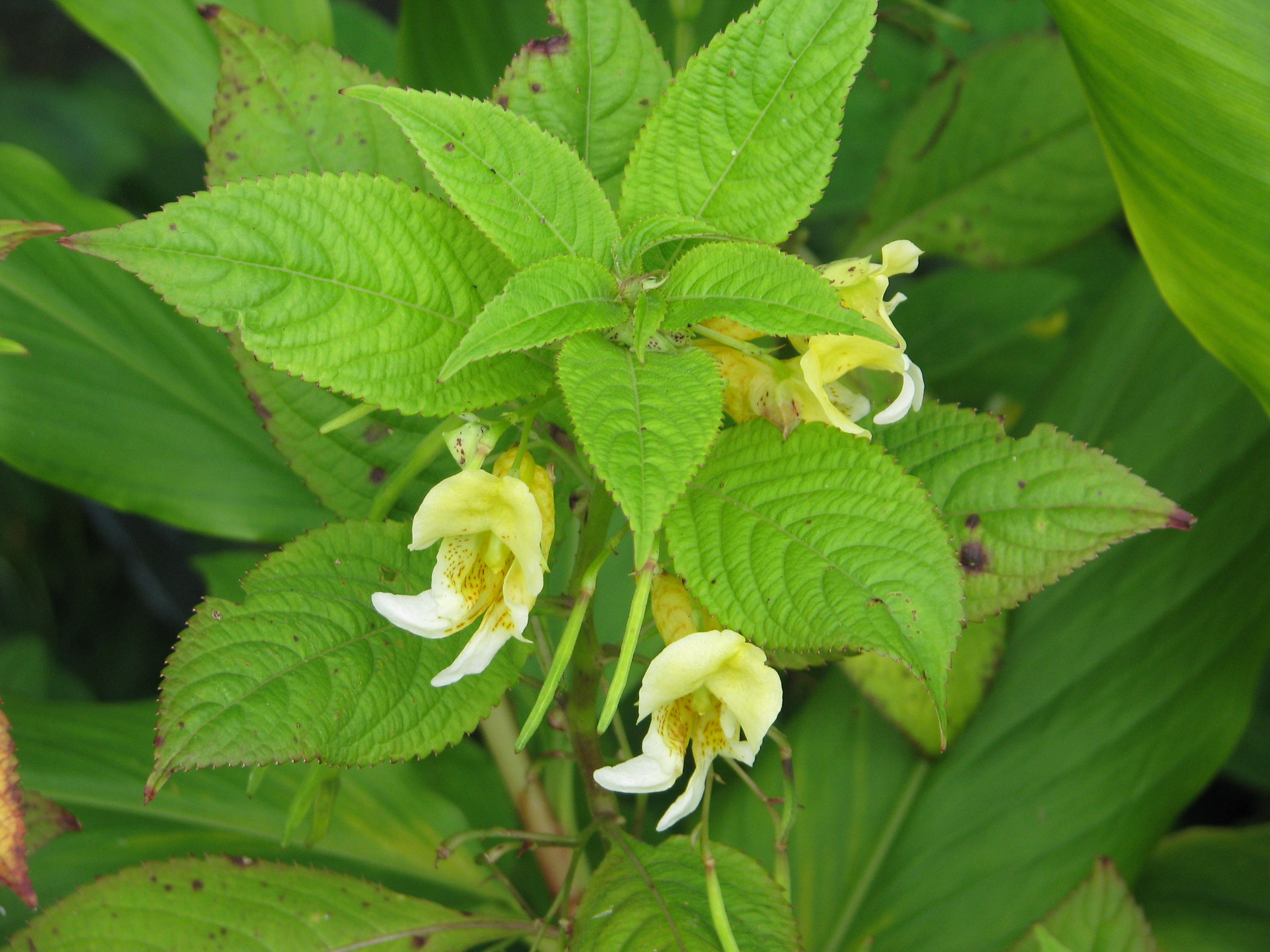
Impatiens scabrida

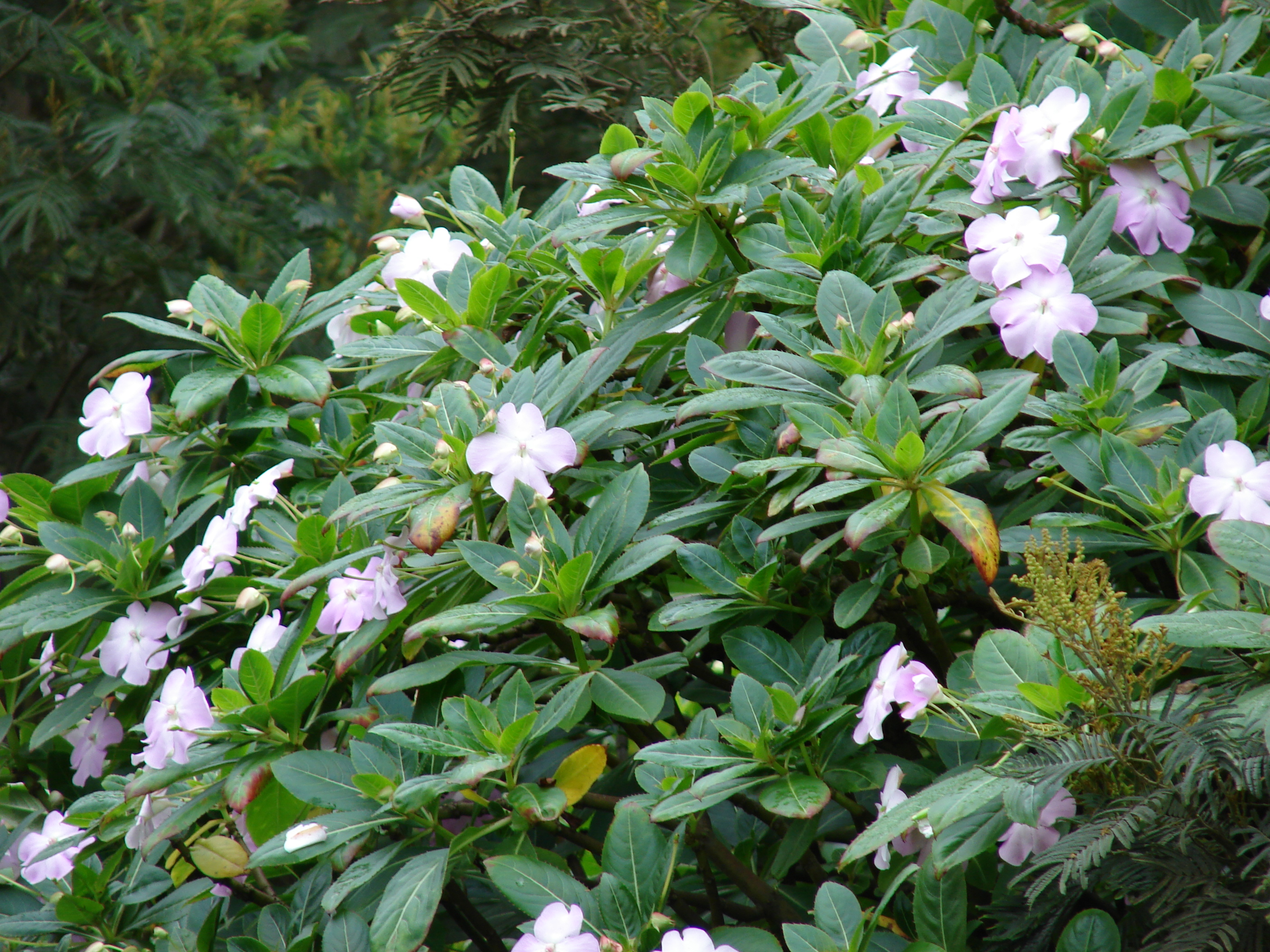
Impatiens sodenii

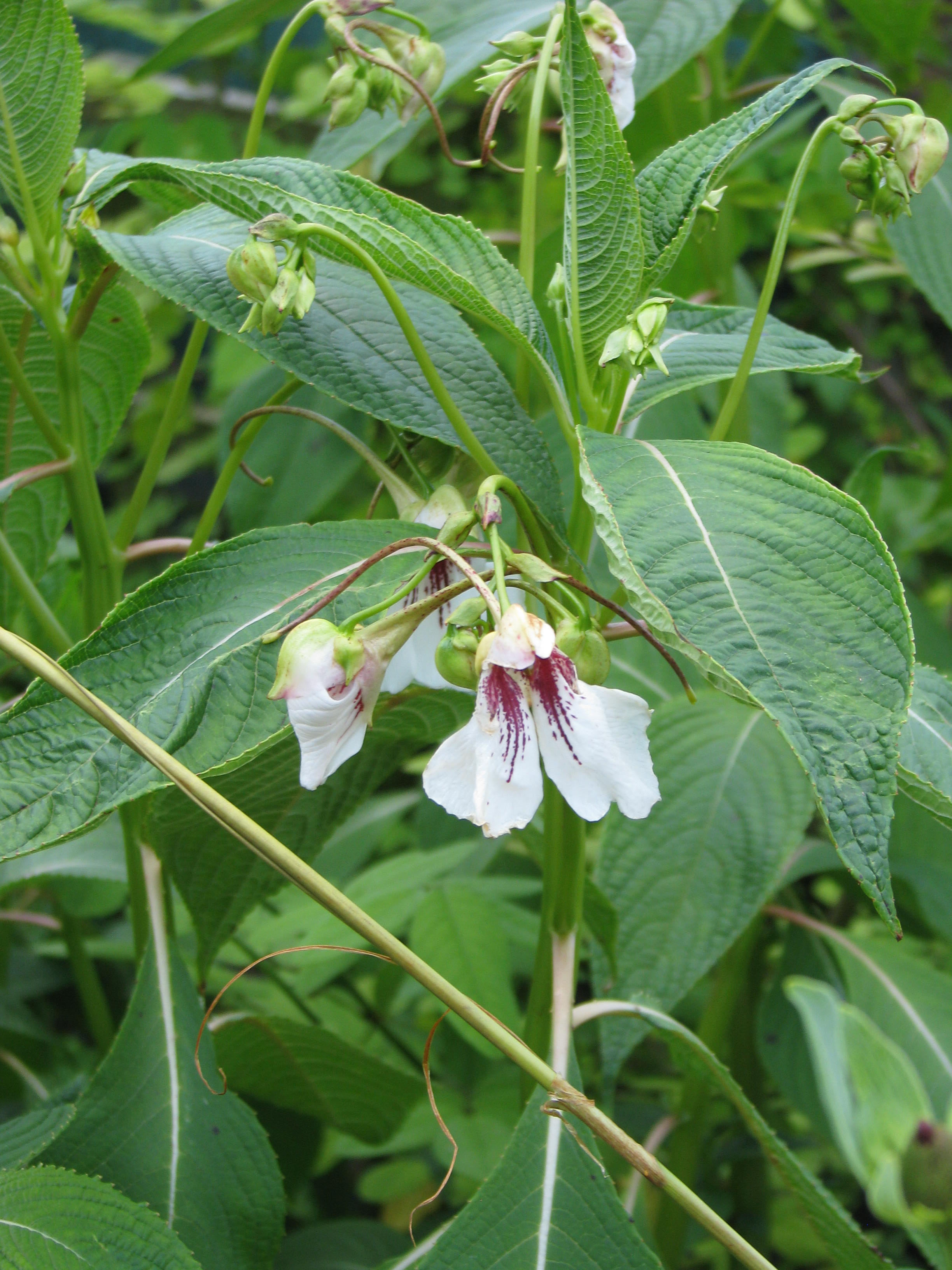
Impatiens tinctoria

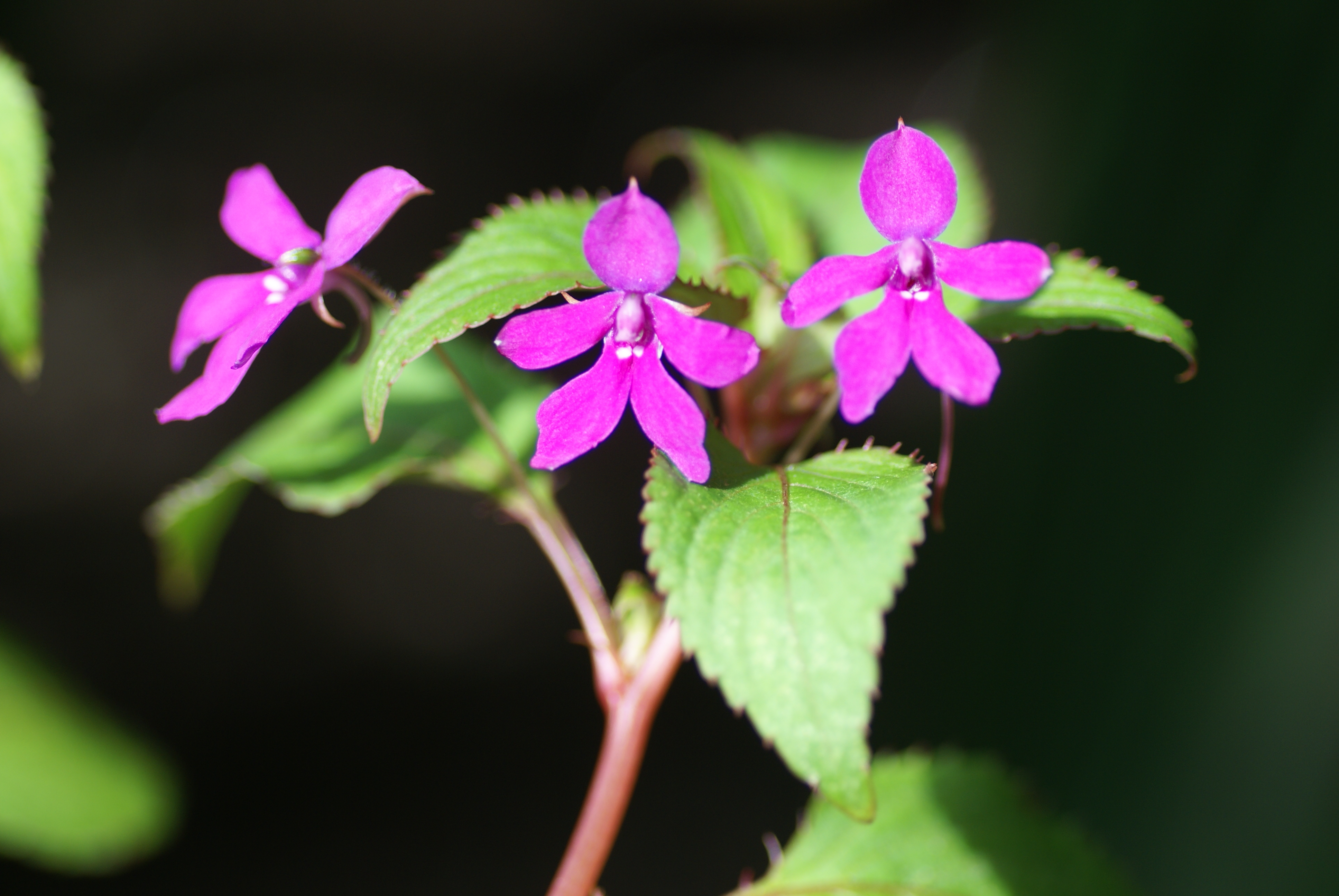
Impatiens zombensis

## Arten (Auswahl)
Es gibt etwa 1000 Arten in der Gattung Springkräuter (Impatiens). Hier eine Auswahl:
- Impatiens acaulis Arn.: Sie kommt in Indien und in Sri Lanka vor.[6]
- Impatiens acmanthera Hook.f.: Sie kommt in Sikkim vor.[6]
- Impatiens aganantha Hook.f.: Sie kommt in Sikkim vor.[6]
- Impatiens anaimudica C.E.C.Fisch.: Sie kommt in Kerala vor.[6]
- Impatiens angustiflora Hook.f.: Sie kommt in Indien und in Bhutan vor.[6]
- Impatiens annulifera Hook.f.: Sie kommt in Indien vor.[6]
- Impatiens arguta Hook.f. & Thomson: Sie kommt in Indien, Bhutan, Nepal, Myanmar, Xizang und Yunnan vor.[6]
- Impatiens assurgens Baker: Sie kommt in Angola, Mosambik, Tansania, Sambia, Malawi, Burundi und DR Kongo vor.[6]
- Impatiens aurella Rydb.: Sie wurde aus Nordamerika erstbeschrieben.
- Balfours Springkraut (Impatiens balfourii Hook f.): Es kommt ursprünglich nur im West-Himalaja vor und ist in Europa besonders in Frankreich, Spanien, Italien und der Südschweiz gebietsweise eingebürgert.
- Balsamine, Balsam-Springkraut (Impatiens balsamina L.): Es kommt ursprünglich in Indien, China und auf der Malaiischen Halbinsel vor, vielfach gepflanzte Zierpflanze, ist stellenweise in Europa eingebürgert
- Impatiens barbieri Hook.f.: Sie kommt in Indien vor.[6]
- Impatiens bequaertii De Wild.: Sie kommt in Ruanda, Burundi, DR Kongo und Uganda vor.[6]
- Impatiens bhaskarii J.R.N.Dessai, L.Joseph & Janarth.: Sie kommt in Indien vor.
- Impatiens bicaudata H.Perrier: Sie kommt auf Madagaskar vor.[6]
- Impatiens bicornuta Wall.: Sie kommt in Indien und in Nepal vor.[6]
- Impatiens bivittata Hook.f.: Sie kommt in Sikkim vor.[6]
- Impatiens bracteata Colebr. ex Roxb.: Sie kommt in Indien vor.[6]
- Impatiens bracteolata Hook.f.: Sie kommt in Indien vor.[6]
- Impatiens briartii De Wild. & T.Durand: Sie kommt in Tansania, Uganda, Angola, Sambia, Burundi und DR Kongo vor.[6]
- Impatiens burtonii Hook.f.: Sie kommt in drei Varietäten in Kenia, Uganda, Tansania, Ruanda, Burundi, DR Kongo und Kamerun vor.[6]
- Orangerotes Springkraut (Impatiens capensis Meerb., Syn.: Impatiens biflora Walter): Es ist ursprünglich im östlichen Nordamerika weit verbreitet und in Europa gebietsweise eingebürgert, beispielsweise entlang des Rheins und seiner Nebenflüsse.
- Impatiens cathcartii Hook.f.: Sie kommt in Bhutan und in Indien vor.[6]
- Impatiens chinensis L.: Sie kommt in zwei Varietäten in Indien, Bangladesch, Bhutan, Myanmar, Thailand, Vietnam, Malaysia und in China vor und ist ein Afrika ein Neophyt.[6]
- Impatiens clavata Bhaskar: Sie wurde aus Indien erstbeschrieben.
- Impatiens cothurnoides C.E.C.Fisch.: Sie kommt in Indien vor.[6]
- Impatiens crenata Bedd.: Sie kommt in den indischen Bundesstaaten Kerala und Tamil Nadu vor.[6]
- Impatiens cryptoneura Hook.f.: Sie kommt in Malaysia vor.[6]
- Impatiens dalzellii Hook. f. & Thomson: Sie kommt in Indien vor.[6]
- Impatiens dasysperma Wight: Sie kommt in Indien vor.[6]
- Impatiens decipiens Hook.f.: Sie kommt in Indien und in Xizang vor.[6]
- Impatiens dendricola C.E.C.Fisch.: Sie kommt im indischen Bundesstaat Karnataka vor.[6]
- Impatiens discolor DC.: Sie kommt in Indien, Bhutan und Nepal vor.[6]
- Impatiens diversifolia B.Heyne ex Wight & Arn.: Sie kommt in Indien vor.[6]
- Impatiens drepanophora Hook.f.: Sie kommt in Indien, Bhutan und Nepal vor.[6]
- Buntes Springkraut (Impatiens edgeworthii Hook.): Es ist in Indien, Bhutan und Nepal beheimatet.[6] Es kommt in kleinen Bereichen Thüringens und Sachsen-Anhalts als Neophyt vor.
- Impatiens elianae Abrah. & Eb.Fisch.: Endemisch in Madagaskar[7]
- Impatiens exilis Hook.f.: Sie kommt in Indien, Bhutan und Nepal vor.[6]
- Impatiens falcifera Hook.f.: Sie kommt in Indien und Nepal vor.[6]
- Impatiens filicornu Hook.f.: Sie kommt in Togo, Congo, Kamerun, Äquatorial-Guinea, Gabun und DR Kongo vor.[6]
- Impatiens flaccida Arn.: Sie kommt in Indien und in Sri Lanka vor und ist auf Mauritius und Reunion ein Neophyt.[6]
- Impatiens florigera C.B.Clarke ex Hook.f.: Sie kommt in Indien und in Bhutan vor.[6]
- Impatiens gamblei Hook.f.: Sie kommt in Indien, Nepal und in China vor.[6]
- Impatiens gammiei Hook.f.: Sie kommt in Indien vor.[6]
- Impatiens gardneriana Wight: Sie kommt in Indien vor.[6]
- Impatiens gesneroidea Gilg: Sie kommt in zwei Varietäten in Uganda, Ruanda, Burundi und DR Kongo vor.[6]
- Drüsiges oder Indisches Springkraut (Impatiens glandulifera Royle, Syn.: Impatiens roylei Walpers): Es kommt ursprünglich nur im Himalaya vor und ist in Europa und Nordamerika ein weit verbreiteter Neophyt, der in Massenbeständen auftreten und die heimische Flora verdrängen kann.
- Impatiens gossweileri G.M.Schulze: Sie kommt in zwei Unterarten in Angola, Congo, Gabun und DR Kongo vor.[6]
- Impatiens graciliflora Hook.f.: Sie kommt in Indien und in Nepal vor.[6]
- Impatiens hians Hook.f.: Sie kommt in zwei Varietäten in Kamerun, Äquatorial-Guinea, Gabun und DR Kongo vor.[6]
- Impatiens hobsonii Hook.f.: Sie kommt in Indien und in Nepal vor.[6]
- Impatiens hochstetteri Warb.: Sie kommt in vier Unterarten im tropischen und im südlichen Afrika vor.[6]
- Impatiens humilis Hook.f.: Sie kommt in Sikkim vor.[6]
- Impatiens infundibularis Hook.f.: Sie kommt in Indien und in Bhutan vor.[6]
- Impatiens irvingii Hook.f.: Sie kommt im tropischen Afrika vor.[6]
- Impatiens johnii E.Barnes: Sie kommt im indischen Bundesstaat Kerala vor.[6]
- Impatiens jurpia Buch.-Ham.: Sie kommt in Indien, Bhutan, Nepal, Bangladesch und Myanmar vor.[6]
- Impatiens keilii Gilg: Sie kommt in zwei Unterarten in Tansania, Ruanda, Burundi und in der Demokratischen Republik Kongo vor.[6]
- Impatiens kingii Hook.f.: Sie kommt in Indien und in Bhutan vor.[6]
- Impatiens kleiniformis Sedgw.: Sie kommt im indischen Bundesstaat Karnataka vor.[6]
- Impatiens laevigata Wall.: Sie kommt in Indien, Nepal und Myanmar vor.[6]
- Impatiens latiflora Hook.f. & Thomson: Sie kommt in Indien und in Bhutan vor.[6]
- Impatiens latifolia L.: Sie kommt in Indien vor.[6]
- Impatiens lawii Hook.f. & Thomson: Sie kommt im indischen Bundesstaat Karnataka vor.[6]
- Impatiens laxiflora Edgew.: Sie kommt in Indien, Nepal und in Bhutan vor.[6]
- Impatiens lemannii Hook.f. & Thomson: Sie kommt in zwei Unterarten in Pakistan, Afghanistan und in Indien vor.[6]
- Impatiens leptocarpa Hook. f.: Sie kommt in Indien vor.[6]
- Impatiens letouzeyi Grey-Wilson: Sie kommt in Kamerun vor.[6]
- Impatiens longipes Hook.f. & Thomson: Sie kommt in Indien, Nepal, Bhutan und Myanmar vor.[6]
- Impatiens macrocarpa Hook.f.: Sie kommt im indischen Bundesstaat Kerala vor.[6]
- Impatiens macroptera Hook.f.: Sie kommt in Nigeria, Kamerun, Gabun und in Äquatorial-Guinea vor.[6]
- Impatiens mannii Hook.f.: Sie kommt in Uganda, Kamerun, Congo, Äquaterial-Guinea, Gabun und DR Kongo vor.[6]
- Impatiens mendoncae G.M.Schulze: Sie kommt in Angola und in Congo vor.[6]
- Impatiens mildbraedii Gilg: Sie kommt in zwei Unterarten in Kenia, Uganda, Ruanda, Burundi und in der DR Kongo vor.[6]
- Impatiens minimiflora Hook.f.: Sie kommt in Sikkim vor.[6]
- Impatiens minor (DC.) Bennet: Sie kommt in Indien vor.[6]
- Impatiens niamniamensis Gilg: Sie kommt im tropischen Afrika vor.[6]
- Großes Springkraut, Rühr-mich-nicht-an (Impatiens noli-tangere L.), ist in Eurasien verbreitet und in Nordamerika ein Neophyt.
- Impatiens nummulariifolia Hook.f.: Sie kommt in Indien vor.[6]
- Impatiens occultans Hook.f.: Sie kommt in Indien und Nepal vor.[6]
- Impatiens oppositifolia L.: Sie kommt in Indien und in Sri Lanka vor.[6]
- Impatiens pantlingii Hook.f.: Sie kommt in Sikkim vor.[6]
- Kleines Springkraut oder Kleinblütiges Springkraut (Impatiens parviflora DC.), kommt ursprünglich nur in Asien (Zentralasien) vor und ist in Europa seit 1830 eingebürgert.
- Impatiens phlyctidoceras Bullock: Sie kommt in Kenia und in Uganda vor.[6]
- Impatiens porrecta Wall.: Sie kommt in Indien und Nepal vor.[6]
- Impatiens prainii Hook.f.: Sie kommt in Indien, Bhutan und Nepal vor.[6]
- Impatiens puberula DC.: Sie kommt in Indien, Bhutan und Nepal vor.[6]
- Impatiens pulcherrima Dalzell: Sie kommt in Indien vor.[6]
- Impatiens pulchra Hook.f. & Thomson: Sie kommt in Indien, Bhutan, Myanmar und Nepal vor.[6]
- Impatiens purpureoviolacea Gilg: Sie kommt in Ruanda, Burundi und DR Kongo vor.[6]
- Impatiens quisqualis Launert: Sie kommt in Malawi vor.[6]
- Impatiens racemosa DC.: Sie kommt in Indien, Nepal, Bhutan, Myanmar, Thailand, Malaysia, Xizang und Yunnan vor.[6]
- Impatiens radiata Hook.f.: Sie kommt in Indien, Bhutan, Myanmar, China und Nepal vor.[6]
- Impatiens raziana Bhaskar & Razi: Sie kommt in Indien vor.[6]
- Impatiens rosea Lindl.
- Impatiens scabrida DC.: Sie kommt in Pakistan, Indien, Nepal und Bhutan vor.[6]
- Impatiens scabriuscula B.Heyne ex Wall.: Sie kommt in Indien vor.[6]
- Impatiens scapiflora B.Heyne ex Roxb.: Sie kommt in Indien vor.[6]
- Impatiens scitula Hook.f.: Sie kommt in Indien und Bhutan vor.[6]
- Impatiens serratifolia Hook. f.: Sie kommt in Indien und Nepal vor.[6]
- Impatiens shirensis Baker f.: Sie kommt in Malawi vor.[6]
- Impatiens sodenii Engl. & Warb. Die Art stammt ursprünglich aus dem tropischen Ostafrika und ist in einigen Teilen Mittel- und Südamerikas verwildert.
- Impatiens spirifera Hook.f. & Thomson: Sie kommt in China, Indien, Nepal und Bhutan vor.[6]
- Impatiens stenantha Hook.f.: Sie kommt in Indien, Nepal und Bhutan vor.[6]
- Impatiens stocksii Hook.f. & Thomson: Sie wurde aus Indien erstbeschrieben.
- Impatiens stuhlmannii Warb.: Sie kommt in zwei Varietäten in Kenia, Uganda, Ruanda, Burundi und DR Kongo vor.[6]
- Impatiens sulcata Wall.: Sie kommt in Pakistan, Indien, Nepal, Xizang und Bhutan vor.[6]
- Impatiens sylvicola Burtt Davy & Greenway: Sie kommt im Malawi, Mosambik, Simbabwe und in Südafrika vor.[6]
- Impatiens talbotii Hook.f.: Sie kommt in Indien vor.[6]
- Impatiens tenella B.Heyne ex Wight & Arn.: Sie kommt in Indien vor.[6]
- Impatiens textorii Miq.: Sie kommt in China, Japan, Korea und im fernöstlichen asiatischen Russland vor.[6]
- Impatiens thomsonii Hook.f.: Sie kommt in zwei Unterarten in Afghanistan, Pakistan und in Indien vor.[6]
- Impatiens tomentosa B.Heyne: Sie kommt in Indien vor.[6]
- Impatiens trichocladon Hook.f.: Sie kommt in Sikkim vor.[6]
- Impatiens trilobata Colebr.: Sie kommt in Indien, Bangladesch und in Myanmar vor.[6]
- Impatiens tripetala Roxb. ex DC.: Sie kommt in Indien, Bangladesch, Nepal und Bhutan vor.[6]
- Impatiens tropaeolifolia Griff. ex Hook.f.: Sie kommt in Indien vor.[6]
- Impatiens tuberculata Hook.f. & Thomson: Sie kommt in Indien und Bhutan vor.[6]
- Impatiens tuberosa H.Perrier: Sie kommt in Madagaskar vor.[6]
- Impatiens tubifera B.Heyne ex Roxb.: Sie kommt in Sikkim vor.[6]
- Impatiens turrialbana Donn.Sm.: Sie kommt in Costa Rica und in Panama vor.[6]
- Impatiens tweedieae E.A.Bruce: Sie kommt in Kenia und in Uganda vor.[6]
- Impatiens uncipetala C.B.Clarke ex Hook.f.: Sie kommt in Indien und in Nepal vor.[6]
- Impatiens urticifolia Wall.: Sie kommt in Indien, Nepal und Bhutan vor.[6]
- Impatiens villosocalcarata Warb. & Gilg
- Fleißiges Lieschen (Impatiens walleriana Hook.f.): Sie kommt ursprünglich nur in Tansania und in Mosambik vor. Aus ihr wurden viele Zierpflanzensorten gezüchtet. Die Art ist in vielen tropischen Gebieten Asiens, Australien und Mittel- und Südamerikas eingebürgert.
- Impatiens wallichii Hook.f.: Sie kommt in Indien und in Nepal vor.[6]
- Impatiens warburgiana G.M.Schulze & R.Wilczek: Sie kommt in Ruanda und in der DR Kongo vor.[6]
- Impatiens zombensis Baker: Sie kommt in Malawi und in Mosambik vor.[6]

## Weitere Bilder

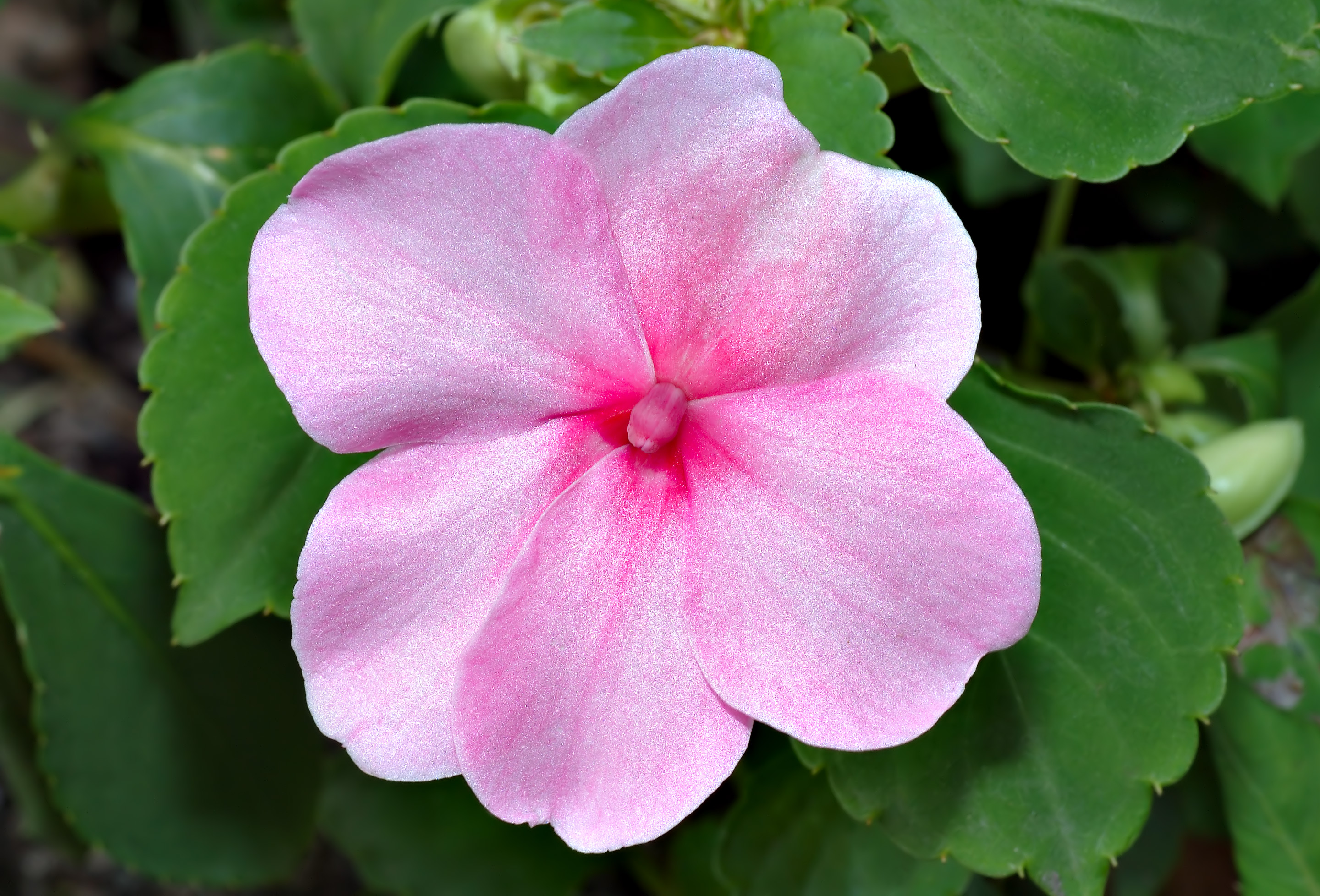
Sorte des Fleißigen Lieschens (Impatiens walleriana)
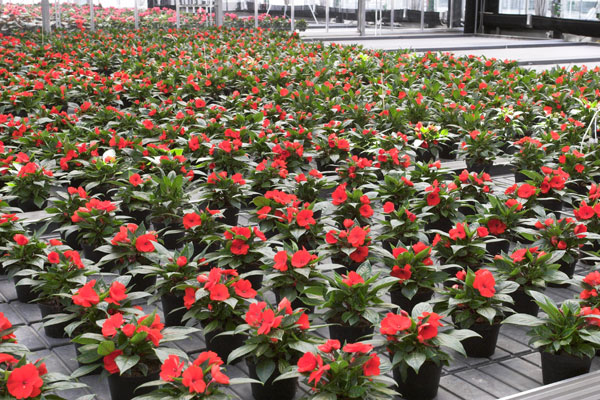
Impatiens Neu-Guinea-Hybriden im Gewächshaus
- Drüsiges Springkraut beim Aufspringen